# ميناء شرم الشيخ
ميناء شرم الشيخ، هو أحد الموانئ المصرية التابعة للهيئة العامة لموانئ البحر الأحمر، ويقع على ساحل البحر الأحمر في أقصى جنوب شبه جزيرة سيناء عند ملتقى خليجى السويس والعقبة عند رأس المثلث الجنوبي الذي تمثله شبه جزيرة سيناء على مسافة 156 ميل بحرى من ميناء السويس، 380 كم جنوب مدينة السويس، 490 كم من القاهرة.

## مقومات الميناء
| إجمالى المساحة                        | 88.3 كيلو متر مربع (88281000 متر مربع) |
| المساحة المائية                       | 88.1 كيلو متر مربع (88119000 متر مربع) |
| المساحة الأرضية                       | 0.2 كيلو متر مربع (162000 متر مربع)    |
| إجمالى مساحة الساحات                  | 48000 متر مربع                         |
| إجمالى مساحة الساحة أمام رصيف اليخوت  | 3500 متر مربع                          |
| الطاقة التصميمية القصوى (الاستيعابية) | 100 ألف راكب                           |

## الخصائص

### خصائص طبيعية
| الطقس                      | الرياح شمالية إلى شمالية غربية |
| كثافة الماء النسبية        | 1.04جم/سم3                     |
| موسم الأمطار               | شتاء                           |
| مقدار المد والجزر (بالمتر) | من 1.3 إلى 2.3 متر             |

### خصائص ملاحية
- الإرشاد إجبارى في الميناء
- يتوفر بالميناء عدد 105 شمندورة لرباط ومبيت اليخوت والسفن

| رتبة المرشد | عدد المرشدين |
| ----------- | ------------ |
| مرشد ثالث   | 1            |
| كبير مرشدين | 1            |

### خصائص الأرصفة
| رقم الرصيف | الطول (متر) | أقصى غاطس (متر) | عدد الشمعات |
| ---------- | ----------- | --------------- | ----------- |
| ركاب       |             |                 |             |
| 1          | 625         | متدرج من 5م :8م | 5           |
| الإجمالى   |             |                 |             |
| 1          | 625         | متدرج من 5م :8م | 5           |

| البيان             | الطول (متر) | أقصى غاطس (متر) | عدد الشمعات |
| ------------------ | ----------- | --------------- | ----------- |
| سقالة بحرية        | 90          | 4               | -           |
| سقالة قوات الطوارئ | 90          | 4               | -           |
| الإجمالى           |             |                 |             |
| 2                  | 180         | -               | -           |

## الخدمات

### لإصلاحات
يوجد قزق للإصلاحات الخفيفة.

### الإمداد والتموين
- المياه العذبة
- سولار
- ديزل
- قطع غيار
- سفن تموين
- استقبال مياه متسخة
- المواد الغذائية
- التبخير
- القطر والإرشاد

### مقومات الأمن والسلامة والحفاظ على البيئة
- الإمكانيات الطبية
- مكافحة الحريق
- مكافحة التلوث